# Сентрал-Парк-Тауер
Сентрал-Парк-Тауер (англ. Central Park Tower) — житловий хмарочос, розташований на 57-й вулиці на Мангеттені, Нью-Йорк, США. Станом на 2022 вежа є найвищим житловим будинком у світі, другим за висотою будинком у Західній півкулі і 15-м за висотою будинком у світі.

## Історія
Проєкт розроблений компанією Adrian Smith + Gordon Gill Architecture. Компанія Extell почала придбання землі для будівництва вежі в 2005. Будівництво фундаменту стартувало навесні 2014. У лютому 2015 фундамент залито. 6 липня 2015 на будівельному майданчику встановлено баштовий кран, а до кінця року почалося будівництво перших поверхів будівлі. У вересні 2017 в будівлі встановлено перше скло, а сам проєкт планувалося завершити до 2019. У березні 2019 висота будівлі перевищила позначку в 430 м. Через 2 місяці після цього почали продаж апартаментів. 17 вересня 2019 будівля досягла проєктної висоти. 24 жовтня 2019 на перших поверхах відкрито торговий центр Nordstrom. У березні 2020 через пандемію COVID-19 будівництво припинено. Наприкінці 2020 баштовий кран розібрано. У червні 2021 запрацювало освітлення вежі.

## Опис
Збудована в одному кварталі на південь від Центрального парку між 57-ю та 58-ю вулицею Манхеттена. У хмарочосі налічується 98 надземних та 3 підземних поверхи.
На перших семи поверхах будівлі розташований універмаг Nordstrom . З 14 по 18 поверх розташований клуб з театром, приватним рестораном, конференц-залом, ігровим майданчиком та басейном. На 68 поверсі знаходиться ще один приватний клуб з баром та бальним залом. З 32 поверху в будівлі розташовуються 179 апартаментів площею від 133 до 1626 м².